# Semlower Straße 16 (Stralsund)

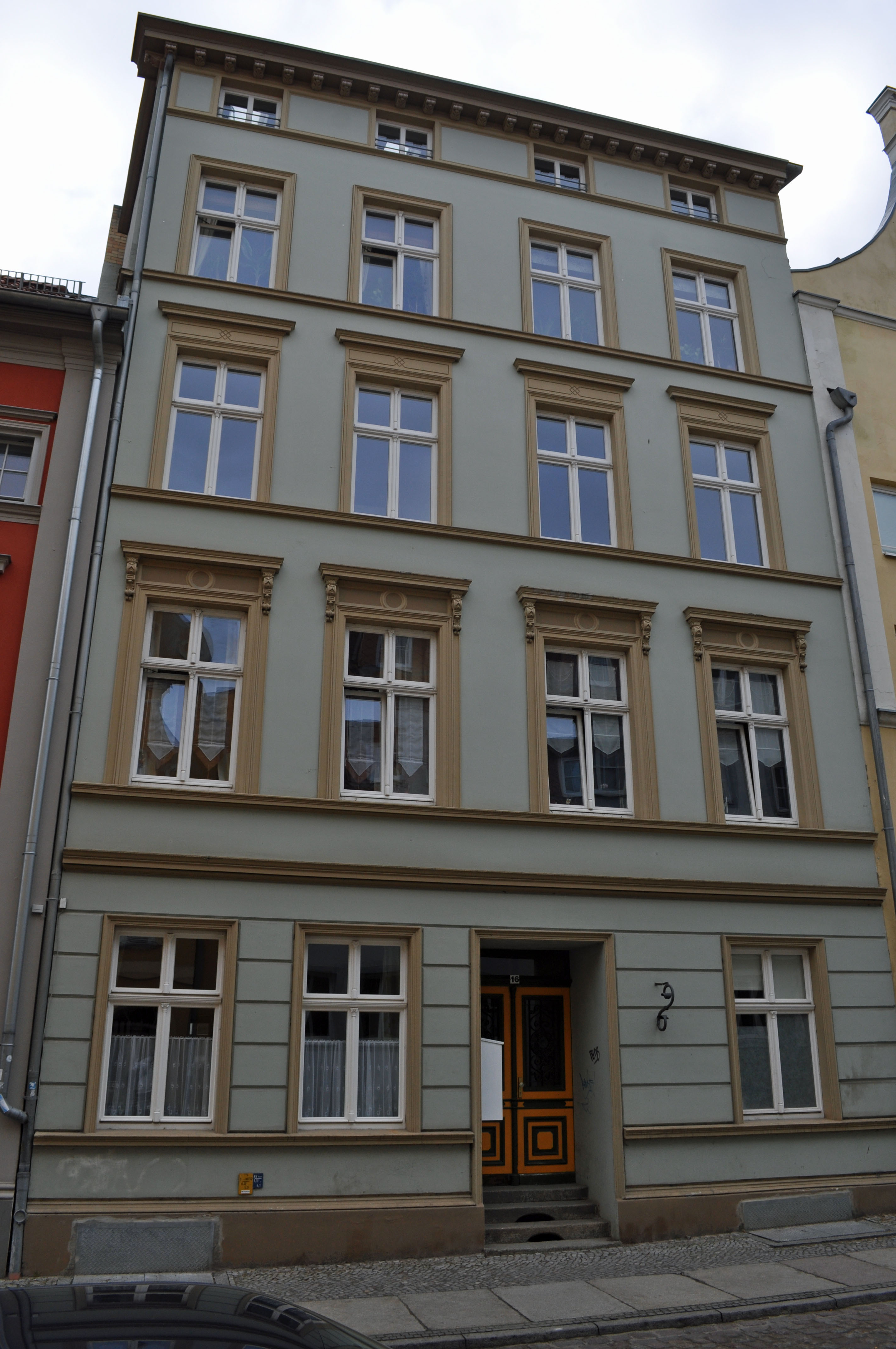
Das Haus Semlower Straße 16 in Stralsund (2012)

Das Gebäude mit der postalischen Adresse Semlower Straße 16 ist ein denkmalgeschütztes Bauwerk in der Semlower Straße in Stralsund.
Der viereinhalbgeschossige und vierachsige, traufständige Putzbau wurde im Jahr 1878 errichtet; an seiner Stelle stand zuvor ein dreiachsiges Giebelhaus, das im Jahr 1866 durch einen Brand zerstört wurde.
Die schlichte Fassade zeigt im Erdgeschoss Rustizierung, im ersten und zweiten Obergeschoss horizontale Fensterverdachungen und, zwischen den Geschossen, Gurtgesimse.
Das Haus liegt im Kerngebiet des von der UNESCO als Weltkulturerbe anerkannten Stadtgebietes des Kulturgutes „Historische Altstädte Stralsund und Wismar“. In die Liste der Baudenkmale in Stralsund ist es mit der Nummer 706 eingetragen.